# Nationalstraße 218 (China)
Die Nationalstraße 218 (chinesisch 218国道, Pinyin 218 Guódào, englisch China National Highway 218), chin. Abk. G218, ist eine 1.067 km lange, in Nord-Süd-Richtung verlaufende Fernstraße im Nordwesten Chinas im Autonomen Gebiet Xinjiang. Sie führt von Yining über Korla und Yuli nach Ruoqiang im Kreis Qakilik, wo sie in die Nationalstraße G315 einmündet.